# 滕德懋
滕德懋，字思勉，吴县（在今江苏省苏州市境）人，明朝官员。
此前担任中書省掾，之后调任湖廣行省左右司郎中。洪武三年，入召升为兵部尚書，之后改为户部尚书。其为人有才辩，气量大。善于奏疏。后因事免职。